# Jarrett Hurd
Jarrett Hurd (ur. 31 sierpnia 1990 w Accokeek) – amerykański pięściarz, były zawodowy mistrz świata organizacji IBF i WBA
Zawodową karierę rozpoczął 29 września 2012 roku, nokautując w pierwszej rundzie Mike Arnolda (0-8).

## Kariera zawodowa
Do 2015 roku stoczył szesnaście zwycięskich pojedynków, dzięki czemu 14 listopada tegoż roku zadebiutował na antenie stacji Shwotime, mierząc się z Frankiem Galarzą (17-0-2, 11 KO). Zwyciężył przez TKO w czwartej rundzie.
25 czerwca 2016 roku w Nowym Jorku pokonał przed czasem w dziesiątej rundzie Oscara Molinę (13-0-1, 10 KO).
12 listopada 2016 roku znokautował w szóstej rundzie Rumuna Jo Jo Dana (35-3, 18 KO).
25 lutego 2017 roku przystąpił do walki o mistrzostwo świata organizacji IBF. Jego rywalem był Tony Harrison (24-1, 20 KO). Znokautował rywala w dziewiątej rundzie i wywalczył mistrzowski tytuł.
14 października 2017 roku w pierwszej obronie mistrzowskiego pasa pokonał przez RTD w dziesiątej rundzie byłego mistrza świata, Austina Trouta (30-3, 17 KO).
7 kwietnia 2016 w Las Vegas w pojedynku unifikacyjnym z Kubańczykiem Erislandym Larą (25-3-2, 14 KO). Amerykanin, mistrz IBF wagi junior średniej zwyciężył niejednogłośną decyzją sędziów - 114:113, 113:114 i 114:113, zdobywając tytuł federacji WBA.
11 maja 2019 w Fairfax przegrał z rodakiem Julianem Williamsem (27-1-1, 16 KO) tracąc pasy mistrza świata wagi junior średniej federacji IBF i WBA.
Sędziowie punktowali jednogłośnie - 116:111 i dwukrotnie 115:112, wszyscy na korzyść Williamsa